# Quality Street Music 2
Quality Street Music 2 è il quinto album discografico in studio dell'artista statunitense DJ Drama, pubblicato nel 2016.

## Tracce
1. Intro (featuring Lil Wayne) – 2:55
2. Big Money (C4 Remix) (featuring Rich Homie Quan, Lil Uzi Vert & Skeme) – 3:52
3. Wishing (featuring Chris Brown, Skeme & LyQuin) – 4:12
4. Audible (featuring WDNG Crshrs) – 2:05
5. Body for My Zipcode (featuring Young Life, Dave East and Freddie Gibbs) – 4:05
6. Can I (featuring Young Thug & T.I.) – 3:59
7. Onyx (featuring Ty Dolla Sign, Trey Songz & August Alsina) – 3:45
8. Camera (featuring Lil Uzi Vert, FKi 1st, Mac Miller and Post Malone) – 5:28
9. Back and Forth (featuring Skeme & Yakki Divioshi) – 3:42
10. Right Back (featuring Young Jeezy, Young Thug & Rich Homie Quan) – 4:03

## Classifiche
| Classifica (2016) | Posizione raggiunta |
| ----------------- | ------------------- |
| Stati Uniti       | 40                  |